# Denis Wolf
Denis Santos Wolf (Hannover, 15 gennaio 1983) è un calciatore tedesco naturalizzato filippino, attaccante del Germania Grasdorf.

## Carriera
Ha iniziato a giocare nel settore giovanile dell'Hannoverscher Sportverein von 1896, squadra con la quale ha anche esordito in prima squadra nel 2003. Con i bianco-verdi ha disputato in totale 183 partite e segnando 7 gol.

### Nazionale
Essendo di origine filippina da parte materna, nel 2011 ha espresso il proprio desiderio di rappresentare la Nazionale filippina e nel gennaio dell'anno seguente si è unito agli Azkals per giocare l'AFC Challenge Cup 2012.